# Hajbar
Hajbar (arabsko خَيْبَر, hebrejsko ח'ייבר) je oaza v provinci Medina v Saudovi Arabiji, ki leži približno 153 kilometrov severno od Medine. Pred islamizacijo v 7. stoletju so to območje poseljevala judovska plemena. Po bitki pri Hajbarju leta 628 je regija prišla pod oblast muslimanskih Arabcev. 

## Zgodovina

### Bronasta doba
V Hajbarski oazi so arheologi odkrili ruševine naselja al-Natah iz bronaste dobe. Mesto je imelo površino 1,5 hektarja, obzidje in približno 500 prebivalcev. Al-Natah je morda predstavljal začetek urbanizacije na prehodu iz mobilnega pastirskega v kompleksno urbano naselitev. 

### Predislamsko obdobje
Pred prihodom islama v 7. stoletju n. št. so prebivalstvo Hajbarja sestavljali avtohtoni Arabci in Judje. Kdaj se je začelo naseljevanje Judov v severni Arabiji, ni znano. Leta 567 je Hajbar napadel gasanidski arabski krščanski kralj Al-Harit ibn Džabala in uničil ali pregnal judovske prebivalce. Po vrnitvi v Levant je ujetnike osvobodil. Dogodke je na kratko opisal Ibn Kutajba,  omenjeni pa so morda tudi v Haranskem napisu.

### 7. stoletje
V 7. stoletju je bil Hajbar še vedno naseljen z Judi, pionirji kultiviranja oaze.

### Mohamedovi vojaški pohodi

#### Pohod v Fadak
Leta 627 je Mohamed ukazal Aliju ibn Abi Talibu, naj napade pleme Bani Saad bin Bakr v Fadaku, ker je prejel obvestilo, da namerava pomagati Judom v Hajbarju. Muslimani so na pohodu zajeli enega pripadnika plemena, drugi pa so zbežali.

#### Bitka pri Hajbarju
Bitka pri Hajbarju se je dogajala maja/junija 628. Judovsko pleme Banu Nadir iz Medine, ki se je štelo za potomca svečenika Arona, je posedovalo zemljo v oazi Hajbar in imelo svoje gradove, trdnjave in orožje.  Ko jih je Mohamed leta 625 pregnal iz Medine, so se njihovi voditelji preselili na svoja posestva v Hajbarju in se začeli pripravljati na vojno proti Mohamedu in pridobivati pomoč drugih nemuslimanskih arabskih plemen. Mohamed je v Hajbar najprej poslal svoje prikrite vojake kot goste na domove voditeljev Banu Nadirja, ki so nato pobili njihove gostitelje. K Mohamedovi zmagi nad Judi v kasnejši bitki pri Hajbarju so pripomogli tudi medsebojna oddaljenost naselij in gradov, pomanjkanje koordinacije med vojaškimi enotami, smrt voditelja Salama ibn Miškama in izdajalski Jud, ki je muslimanom pokazal skrivne vhode v eno od trdnjav. Hajbarski gradovi so imeli skrivne tunele in prehode, ki so v vojnem času oblegancem omogočali dostop do vodnih virov zunaj gradov. Ubitih je bilo od 16 do 18 muslimanov in 93 Judov.

#### Posledice
Muslimani so v Hajbar pripeljali vojne ujetnike in sužnje iz drugih držav in se ukvarjali predvsem s poljedelstvom. Judje so v oazi živeli še nekaj let, dokler jih ni leta 642  dokončno izgnal kalif Omar pod pretvezo, da je Mohamed pred svojo smrtjo ukazal, da v Hedžasu ne moreta obstajati dve veri hkrati.

#### Izgon Judov
Med vladavino kalifa Omarja (634–644) je bila judovska skupnost iz Hajbarja skupaj s krščansko skupnostjo iz Nadžrana preseljena v novo osvojene regije Sirije in Iraka. Omar je prepovedal nemuslimanom prebivati v Hedžasu dlje kot tri dni. Judje iz Hajbarja so kasneje kot obrtniki in trgovci potovali po celem islamskem svetu in bili omenjeni še v dokumentih iz srednjega veka.

### Benjamin iz Tudele
Benjamin iz Tudele je bil Jud iz Tudele v Navarre, ki je v 12. stoletju potoval po Perziji in Arabiji. Okoli leta 1170 je obiskal in opisal Hajbar in sosednjo Tajmo in omenil, da v  teh krajih še vedno živijo Judje.

## Gospodarstvo
V Hajbarju se tradicionalno ukvarjajo s pridelavo dateljnov, ki jih prodajo predvsem v Medino.